# Александар Васоський
Алекса́ндар Васо́ський (мак. Александар Васоски, нар. 27 листопада 1979, Скоп'є) — македонський футболіст, що грав на позиції захисника. По завершенні ігрової кар'єри — футбольний тренер. З 2020 року очолює тренерський штаб команди «Академія Пандєва».

## Клубна кар'єра
У дорослому футболі дебютував 1999 року виступами за команду клубу «Вардар», взявши участь лише у 5 матчах чемпіонату.
Своєю грою за цю команду привернув увагу представників тренерського штабу клубу «Цементарниця», до складу якого приєднався 1999 року. Відіграв за клуб зі столиці Македонії наступні два сезони своєї ігрової кар'єри. Більшість часу, проведеного у складі «Цементарниці», був основним гравцем захисту команди.
У 2001 році повернувся до клубу «Вардар». Цього разу провів у складі його команди три сезони. Граючи у складі «Вардара» також здебільшого виходив на поле в основному складі команди.
Згодом з 2005 по 2011 рік грав у складі команд німецького «Айнтрахта» (Франкфурт-на-Майні) та грецької «Кавали».
Завершив професійну ігрову кар'єру 2011 року у клубі «Вардар», у складі якого вже виступав раніше.

## Виступи за збірну
У 2002 році дебютував в офіційних матчах у складі національної збірної Македонії. Протягом кар'єри у національній команді, яка тривала 7 років, провів у формі головної команди країни 33 матчі, забивши 2 голи.

## Кар'єра тренера
Розпочав тренерську кар'єру відразу ж по завершенні кар'єри гравця, 2011 року, увійшовши до тренерського штабу клубу «Металург» (Скоп'є) як тренер команди дублерів.
2013 року перейшов до структури клубу «Вардар», де очолив молодіжну команду. Згодом у 2014–2018 роках був асистентом головного тренера основної команди клубу, а в 2018–2020 роках очолював її тренерський штаб.
2020 року очолив команду клубу «Академія Пандєва».

## Титули і досягнення
Гравець
- Чемпіон Північної Македонії (2):

«Вардар»: 2001-02, 2002-03
- Футболіст року в Македонії: 2004

Тренер
- Чемпіон Північної Македонії (2):

«Вардар»: 2019-20